# Rosa alexeenkoi
Rosa alexeenkoi är en rosväxtart som beskrevs av Crep. och Juzepczuk. Rosa alexeenkoi ingår i släktet rosor, och familjen rosväxter. Inga underarter finns listade i Catalogue of Life.